# Élections municipales de 2020 en Eure-et-Loir
Les élections municipales de 2020 en Eure-et-Loir visent à procéder au renouvellement des conseils municipaux des communes et des conseils communautaires des intercommunalités de ce département français. Le premier tour a lieu le 15 mars 2020. Le second tour, initialement prévu le 22 mars 2020, est d'abord reporté sine die en raison de la pandémie de maladie à coronavirus, puis fixé au 28 juin 2020.
Au moins une liste de candidats a été déposée dans chacune des 365 communes du département, à l'exception de la commune de Prunay-le-Gillon, dans laquelle aucune candidature ne s'est manifestée avant la date de dépôt des listes.

## Contexte
L'élection des nouveaux maires et exécutifs locaux par les conseils d’installation issus du premier tour est repoussée de plusieurs semaines, entre les 23 et 28 mai 2020, le mandat des élus sortants étant prolongé d'autant,.

## Participation
Le taux de participation est en forte baisse dans le département :  atteignant 61,5 % en 2014, il diminue à 43,05 % en 2020.

## Résultats dans les communes de plus de 3 500 habitants

### Maires sortants et maires élus
Le scrutin est marqué par une grande stabilité politique. Chartres et Dreux restant acquises à la droite ainsi qu'une grande partie des villes du département, celle-ci gagna Champhol sur le maire sortant du MR. La gauche perd Lucé et Nogent-le-Roi, mais se console avec le gain de Châteaudun face à la droite. Bien que battus à Champhol, les centristes conservent Nogent-le-Rotrou.
| Commune                        | Population | Maire sortant       | Parti | Parti | Maire élu              | Parti | Parti |
| ------------------------------ | ---------- | ------------------- | ----- | ----- | ---------------------- | ----- | ----- |
| Auneau-Bleury-Saint-Symphorien | 5 916      | Michel Scicluna     |       | LR    | Jean-Luc Ducerf        |       | DVD   |
| Bonneval                       | 5 055      | Joël Billard        |       | LR    | Joël Billard           |       | LR    |
| Champhol                       | 3 737      | Christian Gigon     |       | MR    | Etienne Rouault        |       | DVD   |
| Chartres                       | 38 578     | Jean-Pierre Gorges  |       | LR    | Jean-Pierre Gorges     |       | LR    |
| Châteaudun                     | 13 195     | Alain Venot         |       | LR    | Fabien Verdier         |       | DVG   |
| Cloyes-les-Trois-Rivières      | 5 662      | Pascal Lavainne     |       | DVD   | Didier Renvoisé        |       | DVD   |
| Dreux                          | 31 044     | Gérard Hamel        |       | LR    | Pierre-Frédéric Billet |       | LR    |
| Épernon                        | 5 551      | François Belhomme   |       | DVD   | François Belhomme      |       | DVD   |
| Gallardon                      | 3 641      | Yves Marie          |       | DVD   | Yves Marie             |       | DVD   |
| Le Coudray                     | 4 133      | Dominique Soulet    |       | LR    | Dominique Soulet       |       | LR    |
| Les Villages Vovéens           | 3 932      | Marc Guérini        |       | LC    | Marc Guérini           |       | LC    |
| Lèves                          | 5 801      | Rémi Martial        |       | LR    | Rémi Martial           |       | LR    |
| Lucé                           | 15 404     | Emmanuel Lecomte    |       | PRG   | Florent Gauthier       |       | LR    |
| Luisant                        | 6 665      | Bertrand Massot     |       | LC    | Bertrand Massot        |       | LC    |
| Maintenon                      | 4 292      | Michel Bellanger    |       | LR    | Thomas Laforge         |       | LR    |
| Mainvilliers                   | 11 182     | Jean-Jacques Châtel |       | PS    | Michèle Bonthoux       |       | PS    |
| Nogent-le-Roi                  | 4 084      | Jean-Paul Mallet    |       | DVG   | Philippe Renaud        |       | DVD   |
| Nogent-le-Rotrou               | 9 715      | François Huwart     |       | MR    | Harold Huwart          |       | MR    |
| Saint-Rémy-sur-Avre            | 4 010      | Patrick Riehl       |       | PRG   | Patrick Riehl          |       | PRG   |
| Vald'Yerre                     | 3 580      | Jean-luc Defrance   |       | SE    | Franck Marchand        |       | SE    |
| Vernouillet                    | 12 506     | Daniel Frard        |       | PS    | Damien Stépho          |       | PS    |

Les résultats ci-dessous sont ceux des villes d'Eure-et-Loir comptant plus de 3 500 habitants.

### Auneau-Bleury-Saint-Symphorien
- Maire sortant : Michel Scicluna (LR)
- 33 sièges à pourvoir au conseil municipal (population légale 2017 : 5 916 habitants)
- 7 sièges à pourvoir au conseil communautaire (communauté de communes des Portes Euréliennes d'Île-de-France)

Aucun siège n'est pourvu lors de ce premier tour.
| Tête de liste            | Tête de liste            | Liste                    | Premier tour | Premier tour | Second tour | Second tour | Sièges | Sièges |
| Tête de liste            | Tête de liste            | Liste                    | Voix         | %            | Voix        | %           | CM     | CC     |
| ------------------------ | ------------------------ | ------------------------ | ------------ | ------------ | ----------- | ----------- | ------ | ------ |
|                          | Jean-Luc Ducerf          | DVD                      | 554          | 31,51        | 810         | 45,22       | 24     | 6      |
|                          | Stéphane Lemoine         | DVD                      | 507          | 28,83        | 645         | 36,01       | 6      | 1      |
|                          | Catherine Aubijoux       | DVD                      | 362          | 20,59        | 336         | 18,76       | 3      | 0      |
|                          | Dominique Letouzé        | DVG                      | 335          | 19,05        |             |             |        |        |
|                          |                          |                          |              |              |             |             |        |        |
| Votes valides            | Votes valides            | Votes valides            | 1 758        | 97,23        |             |             |        |        |
| Votes blancs             | Votes blancs             | Votes blancs             | 13           | 0,72         |             |             |        |        |
| Votes nuls               | Votes nuls               | Votes nuls               | 37           | 2,05         |             |             |        |        |
| Total                    | Total                    | Total                    | 1 808        | 100          |             | 100         | 33     | 7      |
| Abstention               | Abstention               | Abstention               | 1 773        | 49,51        |             |             |        |        |
| Inscrits / participation | Inscrits / participation | Inscrits / participation | 3 581        | 50,49        |             |             |        |        |

### Bonneval
- Maire sortant : Joël Billard (LR)
- 29 sièges à pourvoir au conseil municipal (population légale 2017 : 5 055 habitants)
- 16 sièges à pourvoir au conseil communautaire (communauté de communes du Bonnevalais)

|                          | Joël Billard             | LR                       | 888   | 100 % | 29 | 16 |  |  |
|                          |                          |                          |       |       |    |    |  |  |
| Votes valides            | Votes valides            | Votes valides            | 888   | 79,07 |    |    |  |  |
| Votes blancs             | Votes blancs             | Votes blancs             | 63    | 5,61  |    |    |  |  |
| Votes nuls               | Votes nuls               | Votes nuls               | 172   | 15,32 |    |    |  |  |
| Total                    | Total                    | Total                    | 1 123 | 100   | 29 | 16 |  |  |
| Abstention               | Abstention               | Abstention               | 2 103 | 65,19 |    |    |  |  |
| Inscrits / participation | Inscrits / participation | Inscrits / participation | 3 226 | 34,81 |    |    |  |  |

### Chartres
- Maire sortant : Jean-Pierre Gorges (LR)
- 39 sièges à pourvoir au conseil municipal (population légale 2017 : 38 578 habitants)
- 24 sièges à pourvoir au conseil communautaire (communauté d'agglomération Chartres Métropole)

Tous les sièges des conseils municipal et communautaire sont pourvus dès ce premier tour et la liste du maire sortant obtient la majorité absolue par 37 voix, Jean-Pierre Gorges peut ainsi compter sur sa réélection pour un quatrième mandat lors du premier conseil municipal d'installation.
|                          |                          |                          |              |              |        |        |  |  |  |
| Tête de liste            | Tête de liste            | Liste                    | Premier tour | Premier tour | Sièges | Sièges |  |  |  |
| Tête de liste            | Tête de liste            | Liste                    | Voix         | %            | CM     | CC     |  |  |  |
|                          | Jean-Pierre Gorges       | LR                       | 4 321        | 50,32        | 30     | 18     |  |  |  |
|                          | Chantal Vinet            | EELV                     | 1 907        | 22,20        | 4      | 3      |  |  |  |
|                          | Gaël Garreau             | LREM                     | 1 367        | 15,91        | 3      | 2      |  |  |  |
|                          | Jacqueline Marre         | DVG                      | 793          | 9,23         | 2      | 1      |  |  |  |
|                          | Vincent Chevrollier      | EXG                      | 199          | 0,78         | 0      | 0      |  |  |  |
|                          |                          |                          |              |              |        |        |  |  |  |
| Votes valides            | Votes valides            | Votes valides            | 8 587        | 95,69        |        |        |  |  |  |
| Votes blancs             | Votes blancs             | Votes blancs             | 109          | 1,21         |        |        |  |  |  |
| Votes nuls               | Votes nuls               | Votes nuls               | 278          | 3,10         |        |        |  |  |  |
| Total                    | Total                    | Total                    | 8 974        | 100          | 39     | 24     |  |  |  |
| Abstention               | Abstention               | Abstention               | 16 372       | 64,59        |        |        |  |  |  |
| Inscrits / participation | Inscrits / participation | Inscrits / participation | 25 346       | 35,41        |        |        |  |  |  |

### Châteaudun
- Maire sortant : Alain Venot (LR)
- 33 sièges à pourvoir au conseil municipal (population légale 2017 : 13 195 habitants)
- 17 sièges à pourvoir au conseil communautaire (communauté de communes du Grand Châteaudun)

Aucun siège n'est pourvu lors de ce premier tour.

### Cloyes-les-Trois-Rivières
- Maire sortant : Pascal Lavainne (DVD)
- 39 sièges à pourvoir au conseil municipal (population légale 2017 : 5 662 habitants)
- 7 sièges à pourvoir au conseil communautaire (communauté de communes du Grand Châteaudun)

|                | Philippe Vigier | LC             | 1 277 | 100 %  | 39 | 7 |  |  |
|                |                 |                |       |        |    |   |  |  |
| Inscrits       | Inscrits        | Inscrits       | 4 281 | 100,00 |    |   |  |  |
| Abstentions    | Abstentions     | Abstentions    | 2 628 | 61,39  |    |   |  |  |
| Votants        | Votants         | Votants        | 1 653 | 38,61  |    |   |  |  |
| Blancs et nuls | Blancs et nuls  | Blancs et nuls | 376   | 8,78   |    |   |  |  |
| Exprimés       | Exprimés        | Exprimés       | 1 277 | 29,83  |    |   |  |  |

### Dreux
- Maire sortant : Gérard Hamel (LR)
- 39 sièges à pourvoir au conseil municipal (population légale 2017 : 31 044 habitants)
- 25 sièges à pourvoir au conseil communautaire (communauté d'agglomération du Pays de Dreux)

Aucun siège n'est pourvu lors de ce premier tour. Sur les dix listes candidates, six ne franchissent pas la barre des 10 %, dont la liste Rassemblement national.
Les quatre têtes de liste restantes sont :
- Pierre-Frédéric Billet (LDVD), 35,76 % (suffrages exprimés) ;
- Michaële de La Giroday (LDVD), 15,16 % ;
- Valentino Gambuto (LDVG), 12,93 % ;
- Maxime David (LREM), 11,93 %.

| Tête de liste                                                               | Tête de liste             | Liste                    | Premier tour | Premier tour | Second tour | Second tour | Sièges | Sièges |
| Tête de liste                                                               | Tête de liste             | Liste                    | Voix         | %            | Voix        | %           | CM     | CA     |
| --------------------------------------------------------------------------- | ------------------------- | ------------------------ | ------------ | ------------ | ----------- | ----------- | ------ | ------ |
|                                                                             | Pierre-Frédéric Billet    | LR-LC                    | 2 160        | 35,76        | 3 248       | 58,75       | 31     | 20     |
| Ensemble bâtissons demain                                                   |                           |                          | 2 160        | 35,76        | 3 248       | 58,75       | 31     | 20     |
|                                                                             | Michaële de La Giroday    | DVD                      | 916          | 15,16        | 2 280       | 41,24       | 8      | 5      |
| Dreux notre ville (1er tour) Unis pour Dreux (2d tour)                      |                           |                          | 916          | 15,16        | 2 280       | 41,24       | 8      | 5      |
|                                                                             | Valentino Gambuto         | PS (UG)                  | 781          | 12,93        | 2 280       | 41,24       | 8      | 5      |
| Demain, Dreux en mieux !                                                    |                           |                          | 781          | 12,93        | 2 280       | 41,24       | 8      | 5      |
|                                                                             | Maxime David              | LREM-MoDem-UDI           | 721          | 11,93        | 2 280       | 41,24       | 8      | 5      |
| Renouveau drouais                                                           |                           |                          | 721          | 11,93        | 2 280       | 41,24       | 8      | 5      |
|                                                                             | Ali Ben Akki              | DIV                      | 525          | 8,69         |             |             |        |        |
| Dreux, notre avenir ensemble                                                |                           |                          | 525          | 8,69         |             |             |        |        |
|                                                                             | Marc-Olivier de Ferrières | RN                       | 441          | 7,30         |             |             |        |        |
| Rassemblement pour Dreux                                                    |                           |                          | 441          | 7,30         |             |             |        |        |
|                                                                             | Mickaël Octor             | DVG                      | 226          | 3,74         |             |             |        |        |
| Dreux, sa force, c'est vous                                                 |                           |                          | 226          | 3,74         |             |             |        |        |
|                                                                             | Agnès Cueille             | LFI                      | 132          | 2,18         |             |             |        |        |
| Pour Dreux en commun                                                        |                           |                          | 132          | 2,18         |             |             |        |        |
|                                                                             | Béatrice Jaffrenou        | POID                     | 75           | 1,24         |             |             |        |        |
| La ville aux travailleurs, pas aux spéculateurs ! Dreux 100% service public |                           |                          | 75           | 1,24         |             |             |        |        |
|                                                                             | Adrien Denis              | LO                       | 62           | 1,02         |             |             |        |        |
| Lutte ouvrière - Faire entendre le camp des travailleurs                    |                           |                          | 62           | 1,02         |             |             |        |        |
|                                                                             |                           |                          |              |              |             |             |        |        |
| Votes valides                                                               | Votes valides             | Votes valides            | 6 039        | 96,44        | 5 528       | 95,36       |        |        |
| Votes blancs                                                                | Votes blancs              | Votes blancs             | 76           | 1,21         | 153         | 2,64        |        |        |
| Votes nuls                                                                  | Votes nuls                | Votes nuls               | 147          | 2,35         | 116         | 2,00        |        |        |
| Total                                                                       | Total                     | Total                    | 6 262        | 100,00       | 5 797       | 100,00      | 39     | 25     |
| Abstention                                                                  | Abstention                | Abstention               | 11 169       | 64,08        | 11 692      | 66,85       |        |        |
| Inscrits / participation                                                    | Inscrits / participation  | Inscrits / participation | 17 431       | 33,15        | 17 489      | 35,92       |        |        |

### Épernon
- Maire sortant : François Belhomme (DVD)
- 29 sièges à pourvoir au conseil municipal (population légale 2017 : 5 551 habitants)
- 7 sièges à pourvoir au conseil communautaire (communauté de communes des Portes Euréliennes d'Île-de-France)

|                | François Belhomme | DVD            | 800   | 58,60  | 23 | 6 |  |  |
|                | Bruno Estampe     | DVG            | 565   | 41,39  | 6  | 1 |  |  |
|                |                   |                |       |        |    |   |  |  |
| Inscrits       | Inscrits          | Inscrits       | 3 751 | 100,00 |    |   |  |  |
| Abstentions    | Abstentions       | Abstentions    | 2 349 | 62,62  |    |   |  |  |
| Votants        | Votants           | Votants        | 1 402 | 37,38  |    |   |  |  |
| Blancs et nuls | Blancs et nuls    | Blancs et nuls | 37    | 0,99   |    |   |  |  |
| Exprimés       | Exprimés          | Exprimés       | 1 365 | 36,39  |    |   |  |  |

### Le Coudray
- Maire sortant : Dominique Soulet (LR)
- 27 sièges à pourvoir au conseil municipal (population légale 2017 : 4 133 habitants)
- 2 sièges à pourvoir au conseil communautaire (communauté d'agglomération Chartres Métropole)

|                | Dominique Soulet | LR             | 707   | 100    | 27 | 2 |  |  |
|                |                  |                |       |        |    |   |  |  |
| Inscrits       | Inscrits         | Inscrits       | 3 018 | 100,00 |    |   |  |  |
| Abstentions    | Abstentions      | Abstentions    | 2 207 | 73,13  |    |   |  |  |
| Votants        | Votants          | Votants        | 811   | 26,87  |    |   |  |  |
| Blancs et nuls | Blancs et nuls   | Blancs et nuls | 104   | 3,44   |    |   |  |  |
| Exprimés       | Exprimés         | Exprimés       | 707   | 23,43  |    |   |  |  |

### Lèves
- Maire sortant : Rémi Martial (LR)
- 29 sièges à pourvoir au conseil municipal (population légale 2017 : 5 801 habitants)
- 3 sièges à pourvoir au conseil communautaire (communauté d'agglomération Chartres Métropole)

|                | Rémi Martial   | LR             | 1 356 | 71,40  | 25 | 3 |  |  |
|                | Nicolas André  | DVG            | 543   | 28,59  | 4  | 0 |  |  |
|                |                |                |       |        |    |   |  |  |
| Inscrits       | Inscrits       | Inscrits       | 3 991 | 100,00 |    |   |  |  |
| Abstentions    | Abstentions    | Abstentions    | 2 047 | 51,29  |    |   |  |  |
| Votants        | Votants        | Votants        | 1 944 | 48,71  |    |   |  |  |
| Blancs et nuls | Blancs et nuls | Blancs et nuls | 45    | 1,13   |    |   |  |  |
| Exprimés       | Exprimés       | Exprimés       | 1 899 | 47,58  |    |   |  |  |

### Lucé
- Maire sortant : Emmanuel Lecomte (PRG)
- 33 sièges à pourvoir au conseil municipal (population légale 2017 : 15 404 habitants)
- 10 sièges à pourvoir au conseil communautaire (communauté d'agglomération Chartres Métropole)

Aucun siège n'est pourvu lors de ce premier tour.

### Luisant
- Maire sortant : Bertrand Massot (LC)
- 29 sièges à pourvoir au conseil municipal (population légale 2017 : 6 665 habitants)
- 4 sièges à pourvoir au conseil communautaire (communauté d'agglomération Chartres Métropole)

|                | Bertrand Massot | LC             | 1 755 | 67,37  | 25 | 4 |  |  |
|                | Alain Boiret    | DVD            | 850   | 32,62  | 4  | 0 |  |  |
|                |                 |                |       |        |    |   |  |  |
| Inscrits       | Inscrits        | Inscrits       | 5 166 | 100,00 |    |   |  |  |
| Abstentions    | Abstentions     | Abstentions    | 2 482 | 48,04  |    |   |  |  |
| Votants        | Votants         | Votants        | 2 684 | 51,96  |    |   |  |  |
| Blancs et nuls | Blancs et nuls  | Blancs et nuls | 79    | 1,53   |    |   |  |  |
| Exprimés       | Exprimés        | Exprimés       | 2 605 | 50,43  |    |   |  |  |

### Maintenon
- Maire sortant : Michel Bellanger (LR)
- 27 sièges à pourvoir au conseil municipal (population légale 2017 : 4 292 habitants)
- 2 sièges à pourvoir au conseil communautaire (communauté d'agglomération Chartres Métropole)

|                | Thomas Laforge      | LR             | 802   | 52,38  | 21 | 2 |  |  |
|                | Jean-Michel Derocq  | DVD            | 576   | 37,62  | 5  | 0 |  |  |
|                | Cyril Hermardinquer | RN             | 153   | 9,99   | 1  | 0 |  |  |
|                |                     |                |       |        |    |   |  |  |
| Inscrits       | Inscrits            | Inscrits       | 3 315 | 100,00 |    |   |  |  |
| Abstentions    | Abstentions         | Abstentions    | 1 759 | 53,06  |    |   |  |  |
| Votants        | Votants             | Votants        | 1 556 | 46,94  |    |   |  |  |
| Blancs et nuls | Blancs et nuls      | Blancs et nuls | 25    | 0,75   |    |   |  |  |
| Exprimés       | Exprimés            | Exprimés       | 1 531 | 46,18  |    |   |  |  |

### Mainvilliers
- Maire sortant : Jean-Jacques Châtel (PS)[22]
- 33 sièges à pourvoir au conseil municipal (population légale 2017 : 11 182 habitants)
- 7 sièges à pourvoir au conseil communautaire (communauté d'agglomération Chartres Métropole)

Aucun siège n'est pourvu lors de ce premier tour.

### Nogent-le-Roi
- Maire sortant : Jean-Paul Mallet (DVG)
- 27 sièges à pourvoir au conseil municipal (population légale 2017 : 4 084 habitants)
- 5 sièges à pourvoir au conseil communautaire (communauté de communes des Portes Euréliennes d'Île-de-France)

|                | Philippe Renaud | DVD            | 737   | 59,87  | 22 | 4 |  |  |
|                | Patrick Prieur  | DVG            | 494   | 40,12  | 5  | 1 |  |  |
|                |                 |                |       |        |    |   |  |  |
| Inscrits       | Inscrits        | Inscrits       | 2 709 | 100,00 |    |   |  |  |
| Abstentions    | Abstentions     | Abstentions    | 1 455 | 53,71  |    |   |  |  |
| Votants        | Votants         | Votants        | 1 254 | 46,29  |    |   |  |  |
| Blancs et nuls | Blancs et nuls  | Blancs et nuls | 23    | 0,85   |    |   |  |  |
| Exprimés       | Exprimés        | Exprimés       | 1 231 | 45,44  |    |   |  |  |

### Nogent-le-Rotrou
- Maire sortant : François Huwart (MR)
- 29 sièges à pourvoir au conseil municipal (population légale 2017 : 9 715 habitants)
- 22 sièges à pourvoir au conseil communautaire (communauté de communes du Perche

Aucun siège n'est pourvu lors de ce premier tour.

### Saint-Rémy-sur-Avre
- Maire sortant : Patrick Riehl (PRG)
- 27 sièges à pourvoir au conseil municipal (population légale 2017 : 4 010 habitants)
- 3 sièges à pourvoir au conseil communautaire (communauté d'agglomération du Pays de Dreux)

Aucun siège n'est pourvu lors de ce premier tour.

### Vernouillet
- Maire sortant : Daniel Frard (PS)[27].
- 33 sièges à pourvoir au conseil municipal (population légale 2017 : 12 506 habitants)
- 10 sièges à pourvoir au conseil communautaire (communauté d'agglomération du Pays de Dreux)

Aucun siège n'est pourvu lors de ce premier tour.

### Élections faisant l'objet d'un recours
Les élections du 15 mars 2020 font l'objet d'un recours, non suspensif, dans sept communes : Denonville, Guainville, Marchéville, Nogent-sur-Eure, Rouvres, Saintigny et Voise.
Seule la commune nouvelle de Saintigny, qui compte 1 020 habitants (2017), s'est déterminée sur un scrutin de liste :
- Maire sortant : Luc Lamirault ;
- Liste Saintigny en action (présentant notamment Luc Lamirault)[31] : 15 conseillers municipaux et 2 conseillers communautaires (communauté de communes Terres de Perche) ;
- Liste Saintigny ensemble : 4 conseillers municipaux.

### Autres communes
Pour les autres communes euréliennes, il convient de consulter l'article réservé à chaque commune, sinon, les résultats publiés sur le site dédié du ministère de l'Intérieur.